# Examen de medul·la òssia
L'examen de medul·la òssia es refereix a l'anàlisi de mostres de medul·la òssia obtingudes per biòpsia de medul·la òssia (a vegades anomenada biòpsia per trefina) o per aspiració de medul·la òssia. L'examen de medul·la òssia s'utilitza en el diagnòstic de diverses malalties, incloses la leucèmia, el mieloma múltiple, el limfoma, l'anèmia o la pancitopènia. La medul·la òssia produeix els elements cel·lulars de la sang, incloses les plaquetes, les hematies i els leucòcits. Tot i que es pot obtenir molta informació examinant la pròpia sang (l'habitual hemograma), de vegades és necessari examinar la font de les cèl·lules sanguínies de la medul·la òssia per obtenir més informació sobre l'hematopoesi; aquest és el paper de l'aspiració i la biòpsia de medul·la òssia.